# KF Vllaznia Požaranje
KF Vllaznia Požaranje (alb. Klubi Futbollistik Vllaznia Požaranje, serb. cyr. Фудбалски клуб Влазнија Пожарање) – kosowski klub piłkarski, mający siedzibę w mieście Požaranje gminy Vitina, w południowo-wschodniej części kraju.

## Historia
Chronologia nazw:
- 1973: KF Vllaznia Požaranje

Klub piłkarski KF Vllaznia został założony w miejscowości Požaranje w 1973 roku. Zespół występował w niższych ligach mistrzostw Jugosławii. W 1990 po organizowaniu Mistrzostw Kosowa startował w mistrzostwach kraju. W 2014 awansował do Liga e Parë (II poziom). W debiutowym sezonie 2014/15 zajął 7.miejsce. Sezon 2015/16 zakończył na 12.pozycji. W następnym sezonie 2016/17 był trzecim w drugiej lidze i otrzymał promocję do Superligi. Debiut okazał się nieudanym, zajmując ostatnie, 12.miejsce. Obecnie gra w 
Liga e Parë.

## Sukcesy

### Trofea międzynarodowe
Nie uczestniczył w rozgrywkach europejskich (stan na 31-05-2018).

### Trofea krajowe
| \| \| Zdobyte trofea w rozgrywkach Kosowa (stan na: 31-05-2018) \| |                                                           |      |                           |
| Rozgrywki                                                          | Osiągnięcie                                               | Razy | Sezon(y)                  |
| Mistrzostwo                                                        | I miejsce                                                 | 0    |                           |
| Mistrzostwo                                                        | II miejsce                                                | 0    |                           |
| Mistrzostwo                                                        | III miejsce                                               | 0    |                           |
| Mistrzostwo                                                        | 12.miejsce                                                | 1    | 2017/18                   |
| Puchar                                                             | zdobywca                                                  | 0    |                           |
| Puchar                                                             | finalista                                                 |      |                           |
| Puchar                                                             | 1/16 finału                                               | 3    | 2014/15, 2016/17, 2017/18 |
| II liga                                                            | I miejsce                                                 | 0    |                           |
| II liga                                                            | II miejsce                                                | 0    |                           |
| II liga                                                            | III miejsce                                               | 1    | 2016/17                   |
| Kosowo                                                             | Zdobyte trofea w rozgrywkach Kosowa (stan na: 31-05-2018) |      |                           |

- Liga e Dytë:
  - mistrz (1x): 2013/14 (grupa B)

## Stadion
Klub rozgrywa swoje mecze domowe na stadionie Ibrahim Kurteshi w Požaranje, który może pomieścić 3000 widzów.